# Blogger
Blogger est une plateforme logicielle en ligne, gratuite, de type CMS, destinée à la publication de blogs et qui offre des outils aidant à publier du contenu sur le web. En 2017, il s'agissait encore d'un des rares services de blog gratuits sans publicité. Blogger est la propriété de Google depuis 2003.
Blogger permet l'hébergement de blogs sur un site internet existant ou sur un serveur au choix de l'utilisateur via le protocole FTP ou SFTP.

## Historique
Créé en 1999 par la compagnie Pyra Labs, Blogger doit son succès à Evan Williams, entrepreneur américain (né en 1972), qui a l'idée d'écrire un script convertissant du texte en code HTML. L'utilisateur peut écrire ses entrées à l'aide d'un formulaire sur le site web de Blogger au lieu de les coder en HTML et de les téléverser sur un serveur. Cette opération est possible à l'aide de n'importe quel navigateur internet et le résultat apparaît aussitôt sur le site de l'utilisateur.
En 2003, Google Inc. achète Pyra Labs et par la même occasion, Blogger. Google offre alors à Blogger toutes les ressources nécessaires pour se déployer. Depuis le rachat, certaines fonctionnalités qui n'étaient disponibles qu'aux utilisateurs ayant un compte payant sont rendues disponibles à tous les utilisateurs.
Le 9 mai 2004, Blogger est relancé avec un nouveau design, créé grâce à une collaboration avec les sociétés Adaptive Path et Stopdesign, ajoutant de nouvelles fonctionnalités comme des modèles de site faits en CSS, des pages individuelles pour les entrées, un nouveau système de commentaires et l'écriture d'entrées par courriel. L'interface de Blogger a été modifiée plusieurs fois, jusqu'à la version actuelle qui est sortie officiellement en juin 2020.

## Fonctionnement
Tout titulaire d'un compte Google peut utiliser son compte pour s'inscrire et se connecter sur Blogger. En 2019, il n'était pas nécessaire de savoir programmer pour utiliser le service.
Auparavant, le système Google Friend Connect permettait aux internautes inscrits sur Google, Twitter (maintenant appelé X), Facebook, Yahoo, AIM, Netlog ou OpenID de devenir membres d'un blog de Blogger. Toutefois ce système a été supprimé en mars 2012.
Le propriétaire d'un blog créé avec Blogger peut librement ajouter des publicités fournies par Google AdSense via un module de publicités, ainsi, l'auteur peut gagner de l'argent.

## Blocage
Blogger a été bloqué durant certaines périodes dans plusieurs pays, notamment en Arabie Saoudite, en Argentine (par erreur), à Cuba, en République populaire de Chine , aux Fidji, en Iran, en Inde, au Kazakhstan, au Kirghizistan, au Pakistan, en Syrie, et en Turquie.